# Susan Blommaert
Susan Blommaert (13 ottobre 1947) è un'attrice statunitense.

## Biografia
Ha partecipato a decine di serie di telefilm, come Law & Order (in cui ha partecipato ad 8 episodi distinti) e The Blacklist. Nei film ha collaborato con attori come Meryl Streep e Philip Seymour Hoffman.

## Filmografia

### Cinema
- Forever Lulu - Una commedia a tinte gialle (Forever, Lulu), regia di Amos Kollek (1987)
- Dall'altro lato della strada (Crossing Delancey), regia di Joan Micklin Silver (1988)
- Cimitero vivente (Pet Sematary), regia di Mary Lambert (1989)
- La chiave del successo (Love or Money), regia di Todd Hallowell (1990)
- L'ambulanza (The Ambulance), regia di Larry Cohen (1990)
- Edward mani di forbice (Edward Scissorhands), regia di Tim Burton (1990)
- Frequenze pericolose (Stay Tuned), regia di Peter Hyams (1992)
- Amore con interessi (For Love or Money), regia di Barry Sonnenfeld (1993)
- Cara insopportabile Tess (Guarding Tess), regia di Hugh Wilson (1994)
- Gangster per gioco (The Jerky Boys), regia di James Melkonian (1995)
- Un topolino sotto sfratto (Mouse Hunt), regia di Gore Verbinski (1997)
- Henry Hill, regia di David Kantar (1999)
- Pazzo di te (Down to You), regia di Kris Isacsson (2000)
- Clowns, regia di Josh Shelov (2000)
- Personal Velocity - Il momento giusto (Personal Velocity: Three Portraits), regia di Rebecca Miller (2002)
- The Empath, regia di David Sonkin (2002)
- King of the Corner, regia di Peter Riegert (2004)
- Kinsey, regia di Bill Condon (2004)
- United 93, regia di Paul Greengrass (2006)
- Love Comes to the Executioner, regia di Kyle Bergersen (2006)
- Il dubbio (Doubt), regia di John Patrick Shanley (2008)
- L'amore impossibile di Fisher Willow (The Loss of a Teardrop Diamond), regia di Jodie Markell (2008)
- I Love Shopping (Confessions of a Shopaholic), regia di P. J. Hogan (2009)
- Happy Tears, regia di Mitchell Lichtenstein (2009)
- The Good Heart - Carissimi nemici (The Good Heart), regia di Dagur Kári (2009)
- 5 giorni fuori (It's Kind of a Funny Story), regia di Ryan Fleck e Anna Boden (2010)
- A proposito di Davis (Inside Llewyn Davis), regia di Joel ed Ethan Coen (2013)
- Il sosia - The Double (The Double), regia di Richard Ayoade (2013)
- A Good Marriage, regia di Peter Askin (2014)

### Televisione
- I racconti della cripta (Tales from the Crypt) - serie TV, episodio 2x09 (1990)
- Murphy Brown - serie TV, episodio 3x19 (1991)
- Terrore al binario 9 (Terror on Track 9) - film TV (1992)
- Avvocati a Los Angeles (L.A. Law) - serie TV, episodio 7x09 (1993)
- Innamorati pazzi (Mad About You) - serie TV, episodi 1x15-2x17 (1993-1994)
- Grace Under Fire - serie TV, episodi 1x14-1x22 (1994)
- Un detective in corsia (Diagnosis Murder) - serie TV, episodio 2x07 (1994)
- X-Files (The X Files) - serie TV, episodio 2x14 (1995)
- New York Undercover - serie TV, episodio 2x16 (1996)
- Saranno famosi a Los Angeles (Fame L.A.) - serie TV, episodio 1x05 (1997)
- Vagone letto con omicidio (Murder, She Wrote: South by Southwest) - film TV (1997)
- The Drew Carey Show - serie TV, episodio 3x21 (1998)
- Ally McBeal - serie TV, episodio 2x20 (1999)
- The Brian Benben Show - serie TV, 5 episodi (1998-2000)
- E.R. - Medici in prima linea (ER), serie TV, episodio 6x19 (2000)
- Angel - serie TV, episodio 2x20 (2001)
- In tribunale con Lynn (Family Law) - serie TV, 4 episodi (2000-2002)
- The Division, serie TV, episodio 2x20 (2002)
- The Practice - Professione avvocati (The Practice) - serie TV, 9 episodi (1998-2003)
- The Guardian, serie TV, episodio 3x09 (2003)
- Law & Order - Unità vittime speciali (Law & Order: Special Victims Unit) - serie TV, episodio 5x14 (2004)
- Law & Order - I due volti della giustizia (Law & Order) - serie TV, 8 episodi (1991-2004)
- Law & Order - Il verdetto (Law & Order: Trial by Jury) - serie TV, episodio 1x03 (2005)
- I Soprano (The Sopranos) - serie TV, episodi 6x06-6x08 (2006)
- Sentieri (The Guiding Light) - serial TV, puntata 15078 (2007)
- The Good Wife - serie TV, episodio 1x05 (2009)
- Boardwalk Empire - L'impero del crimine (Boardwalk Empire) - serie TV, episodio 1x05 (2010)
- The Big C - serie TV, episodio 2x13 (2011)
- Mozart in the Jungle - serie TV, episodio 1x07 (2014)
- Louie - serie TV, episodi 4x01-5x05 (2014-2015)
- Ciak, si canta (Fan Girl) - film TV (2015)
- Madoff - miniserie TV (2016)
- Elementary - serie TV, episodio 5x09 (2016)
- The Blacklist - serie TV, 27 episodi (2013-2017)
- Bull - serie TV, episodio 2x03 (2017)
- Blue Bloods - serie TV, episodi 10x17 (2020)

## Doppiatrici italiane
Nelle versioni in italiano delle opere in cui ha recitato, Susan Blommaert è stata doppiata da:
- Paola Giannetti ne Il Dubbio, Blue Bloods
- Graziella Polesinanti in Bull, New Amsterdam
- Cristina Grado in X-Files
- Aurora Cancian in Blacklist